# Dubbelknotsje
Het dubbelknotsje (Theonina cornix) is een spinnensoort in de taxonomische indeling van de hangmatspinnen (Linyphiidae).
Het dier behoort tot het geslacht Theonina. De wetenschappelijke naam van de soort werd voor het eerst geldig gepubliceerd in 1881 door Eugène Simon.
Op 8 juni 2013 werd een eerste exemplaar voor Nederland aangetroffen in het Limburgse Roerdal.